# Vermell toscà

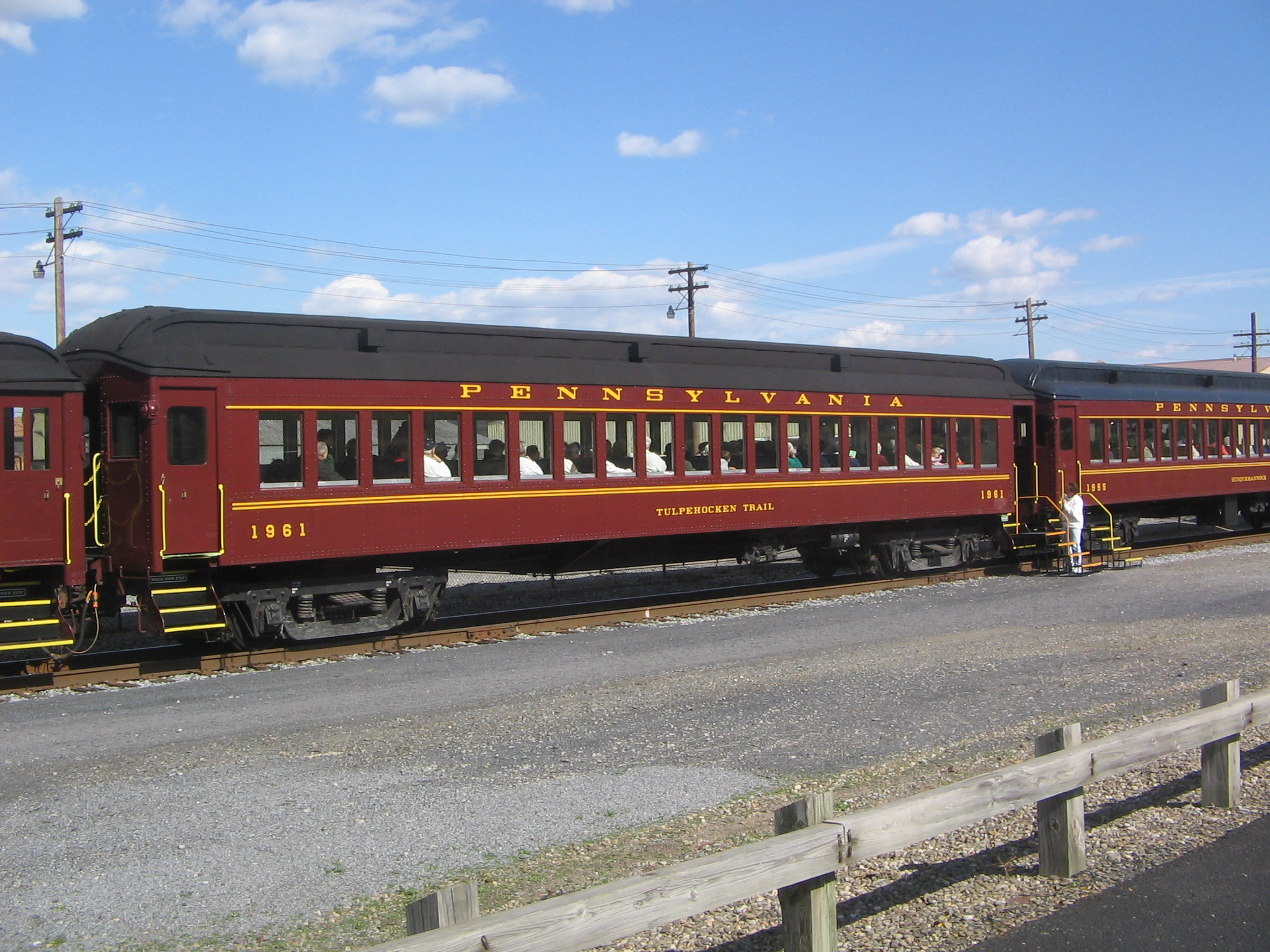
Vell vagó de passatgers restaurat de la Companyia de trens de Pennsilvània (als Estats Units), mostrant el color vermell toscà que caracteritzava aquesta línia en els anys 1920.

Verlmell toscà (de l'anglès tuscan red) és el nom d'una laca de color marró vermellós, fosca i saturada, que pren la seva tonalitat vermella de l'òxid de ferro que entra en la seva composició.
Es tracta d'un color per a pintures d'ús industrial que es fabrica dipositant un pigment vermell orgànic, com ara l'alitzarina, sobre una base vermella d'òxid de ferro. Dona una color particularment estable quan és elaborada amb carmí d'alitzarina o amb vermell indi.